# Trinotoperla woodwardi
Trinotoperla woodwardi är en bäcksländeart som beskrevs av Perkins 1958. Trinotoperla woodwardi ingår i släktet Trinotoperla och familjen Gripopterygidae. Inga underarter finns listade i Catalogue of Life.